# Reyniès
Reyniès is een gemeente in het Franse departement Tarn-et-Garonne (regio Occitanie). De gemeente telde op 1 januari 2022 878 inwoners. De plaats maakt deel uit van het arrondissement Montauban en van het gemeentelijk samenwerkingsverband Communauté d’Agglomération de Grand Montauban.
Bezienswaardigheden zijn het 17e-eeuwse kasteel en de bakstenen brug over de Tarn.

## Geschiedenis
Reyniès gaat terug tot de 13e eeuw.
Op 3 maart 1930 werd de gemeente getroffen door een zware overstroming van de Tarn. De verwoesting was bijzonder groot omdat veel huizen in baksteen en ongebakken kleisteen waren gebouwd. In het dorp bleven enkel de kerk en het gemeentehuis overeind staan en 14 mensen verloren het leven. Het dorp werd heropgebouwd op de oorspronkelijke locatie.

## Geografie
De oppervlakte van Reyniès bedraagt 10,0 km², de bevolkingsdichtheid is 87 inwoners per km².
De gemeente ligt op de rechteroever van de Tarn op twaalf kilometer ten oosten van Montauban.
De onderstaande kaart toont de ligging van Reyniès met de belangrijkste infrastructuur en aangrenzende gemeenten.

## Demografie
Onderstaande figuur toont het verloop van het inwonertal (bron: INSEE-tellingen).